# 郑州市回民高级中学
郑州市回民高级中学是位于河南省郑州市的一所以少数民族为特色的高级中学，前身为郑州回民中学高中部，2020年2月，根据分级管理政策，郑州回民中学初中部更名为“郑州市第六初级中学”，属金水区管理；高中部则更名为“郑州市回民高级中学”。学校为河南省示范性高中、全国民族中学教育协会示范常务理事学校，现任校长为李玉国。

## 历史
郑州市回民高级中学的前身为1948年8月创建的郑县私立圣达中学，办学之初校舍借助于北大清真寺，办学经费亦靠清真寺寺产土地的地租维持。因土地改革后寺产土地分给农民，使得清真寺难以提供办学经费，学校因而转为公立。1953年3月1日，学校正式更名为“河南省郑州回民初级中学”，同年增设高中部，并更名为“河南省郑州回民中学”。学校转为公立后，于1954年2月迁入现西校区校址。1966年7月，学校被命名为“郑州市第六中学”，1980年9月又恢复为“郑州市回民中学”。1981年，学校被郑州市教育局正式批准为郑州市重点学校。2001年被郑州市教育局确定为郑州市首批争创国家级名校的三所学校之一。2002年11月成为郑州市首批示范性高中。2005年被河南省教育厅授予省级示范性高中称号。2020年2月，郑州回民中学初中部更名为“郑州市第六初级中学”，高中部则更名为“郑州市回民高级中学”。

## 校区及设施
郑州市回民高级中学现设有两座校区，此外还有航空港校区目前在建，预计2021年投用。

### 西校区
西校区为1954年迁入的老校区，位于郑州市金水区城北路4号，占地面积10余亩，总建筑面积1万余平米，为高中一年级使用，同时作为郑州市第六初级中学的校区。
- 八角楼：1986年竣工投用，建筑面积4,089平方米，共四层，设32个教室，24个教师办公室[3]。
- 北教楼：1999年8月落成，建筑面积3,661平方米，共四层，设15个教室，20个办公室[3]。
- 实验楼：建于1984年，原建筑为三层，1999年12月增加一层，总建筑面积3,340平方米，设有图书馆、阅览室、物理实验室、化学实验室、生物实验室、教工俱乐部等[3]。
- 综合楼：1997年9月落成，共七层[3]。
- 学生宿舍楼：1994年8月落成，2000年8月增加一层，设有60个住室[3]。
- 体育馆：2005年建成。

### 东校区
东校区为郑州市财税学校原校区，2000年1月31日财税学校迁校后转交给郑州回民中学位于城北路15号，占地面积20余亩，建筑面积2.3万平米，由高中二年级和三年级使用。

## 荣誉
- 全国教育系统先进集体称号
- 河南省绿色学校
- 郑州市民族团结进步教育基地称号
- 2014年郑州市普通高中教育教学先进单位
- 2014年郑州市普通初中教育教学先进单位[6]

## 知名校友
- 海霞：知名播音员，1989届毕业生，中央电视台《新闻联播》主持人
- 马宪章：政治人物，曾任河南省委常委、河南省委组织部长、河南省人大常委会副主任、河南省总工会主席
- 张大卫：政治人物，曾任河南省副省长、河南省人大常委会副主任、河南省总工会主席
- 沙显明：原沈阳军区空军政委，中将